# Anadiou
Anadiou (griechisch Αναδιού, türkisch Görmeli), auch Anadhiou, ist eine Gemeinde im Bezirk Paphos in der Republik Zypern. Bei der Volkszählung im Jahr 2021 hatte sie 17 Einwohner.
Im Dorf befindet sich die griechisch-orthodoxe Kirche Agios Zinon.

## Name
Laut Goodwin könnte der Name Anadiou so viel wie „auftauchen“ oder „entstehen“ bedeuten. 1958 übernahmen die türkischen Einwohner den alternativen Namen Görmeli, was so viel wie „man muss es sehen“ bedeutet.

## Lage und Umgebung

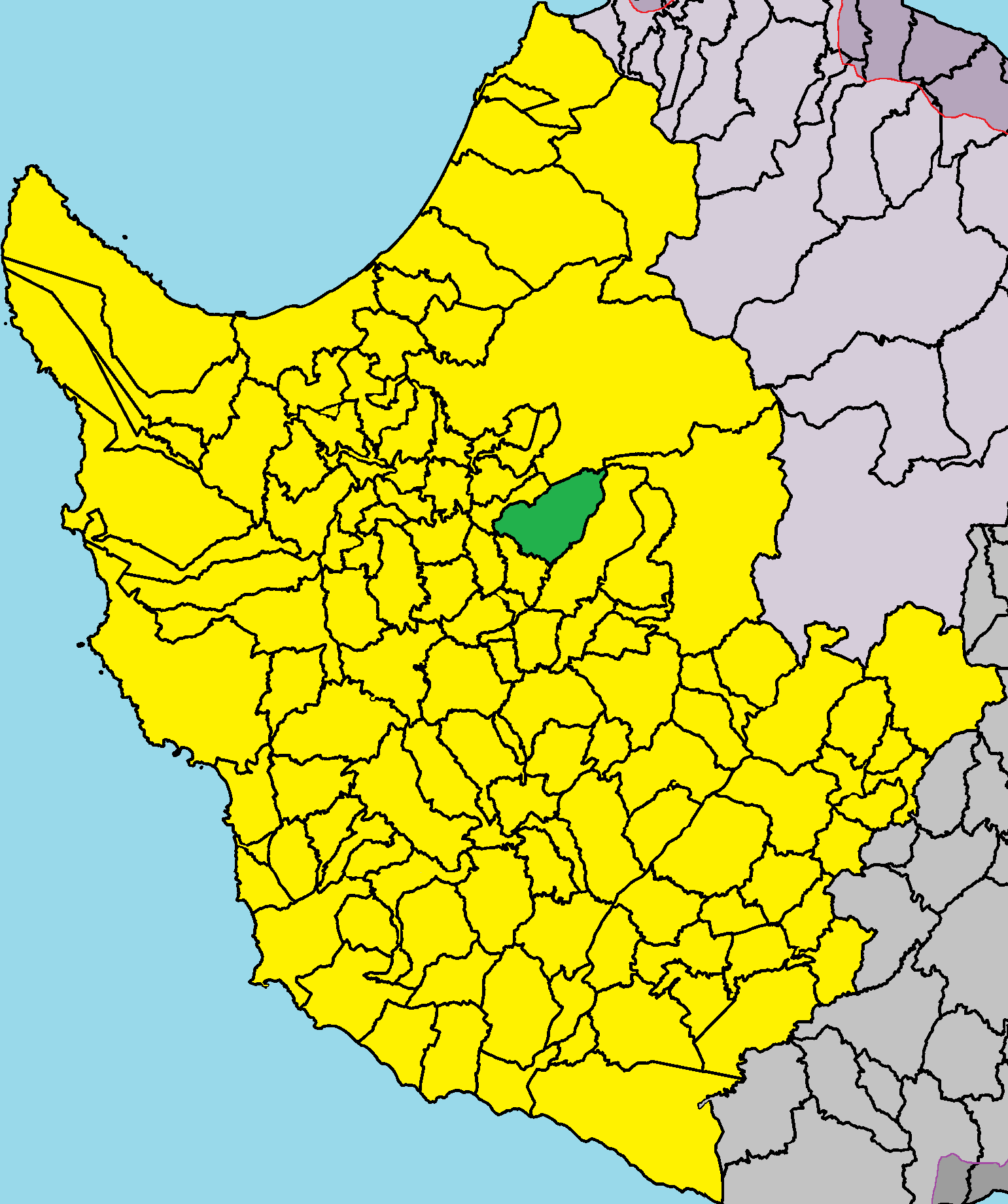
Lage im Bezirk Paphos

Anadiou liegt im Westen der Mittelmeerinsel Zypern an den südwestlichen Ausläufern des Troodos-Gebirges, auf einer Höhe von etwa 515 Metern, etwa 31 Kilometer nordöstlich von Paphos, etwa 93 Kilometer nordwestlich von Limassol und etwa 133 Kilometer südwestlich von Nikosia. Das 12,4143 Quadratkilometer große Dorf grenzt im Norden an Sarama und Lysos, im Osten und Süden an Kritou Marottou und im Westen an Fyti. Das Dorf kann über einen Abzweig der Straße E703 erreicht werden.

## Bevölkerungsentwicklung
Nach den in Zypern durchgeführten Volkszählungen lebten bis 1974 nur Zyperntürken in Anadiou. Bis 1931 gab es einige Zyperngriechen in der Gemeinde. Nach der türkischen Invasion 1974 flohen die Bewohner von Anadio entweder durch die Berge nach Nordzypern oder wurden am 1. September 1975 von der UNFICYP-Eskorte nach Nordzypern verlegt. Die meisten von ihnen ließen sich in Makrasyka und einige in Lapta und Palekythro nieder.
Einige griechisch-zypriotische Flüchtlinge ließen sich in Anadiou nieder, die sich dann in anderen Gebieten niederließen. Anadiou hatte etwa drei Jahrzehnte lang keine Einwohner. Nach 2000 wurden von der Regierung Anreize gegeben, sich in der Gemeinde niederzulassen. Bei den letzten beiden Volkszählungen wurde eine kleine Anzahl von Einwohnern erfasst. 2006 wurde der Anadiou Community Council gegründet.
Die folgende Tabelle zeigt die Bevölkerung der Gemeinde gemäß den in Zypern durchgeführten Volkszählungen.
| Jahr      | 1881 | 1891 | 1901 | 1911 | 1921 | 1931 | 1946 | 1960 | 1973 | 1976 | 1982 | 1992 | 2001 | 2011 | 2021 |
| Einwohner | 153  | 176  | 190  | 202  | 195  | 163  | 180  | 203  | 264  | 0    | 0    | 0    | 6    | 17   | 17   |